# Acytolepis formosana
Acytolepis formosana är en fjärilsart som beskrevs av Bethune-Baker 1914. Acytolepis formosana ingår i släktet Acytolepis och familjen juvelvingar. Inga underarter finns listade i Catalogue of Life.